# Eber (Wappentier)

Eberkopf (heraldisches Muster, französisch)

In der Heraldik ist der Eber als männliches Tier aus der Art Wildschwein (jagdlich: Keiler) ein beliebtes Wappentier.

## Blasonierung und Darstellung
Seine Anwendung im Wappenschild als gemeine Figur reicht von der Ganzkörperdarstellung über den Eberkopf bis zur Darstellung der Hauer. Sie werden als Waffen des Tieres im realen Leben und auch im heraldischen Sinne bezeichnet. Der Eber ist laufend nach heraldisch rechts oder auch aufrecht stehend im Wappen anzutreffen. Letztere Stellung heißt kampflustig. Die Grundfarbe des Ebers ist schwarz. Andere Farben sind möglich, aber nicht sehr gebräuchlich. Wenn nur das Vorderteil im Feld abgebildet (vorderhalber oder wachsender Eber), kommt das etwas häufiger vor.
Der Eber wird gewöhnlich mit hochstehenden Nackenborsten gezeichnet, die, so wie die Hauer, andersfarbig tingiert werden. Gleiches gilt für Zunge und Klauen. Bei Abweichung muss dieses beschrieben, also blasoniert werden. Ein im Visier gestellter (hersehender) Eberkopf ist ebenfalls zu melden.
Wenn der Eber durch den Wappenträger in Verbindung mit seinem Namen gebraucht wird, dann wird daraus ein redendes Wappen. Beispiel: Ebersberg, Ebersdorf und Eberstadt. Der englische Ortsname York geht lautlich korrekt (eb- > eu̯- > i̯u- > i̯o-) auf (wohl genuin keltisches) Eboracum (= Eberstadt) zurück; die Stadt New York ist sich ihrer Namensherkunft als Novum Eboracum völlig bewusst. Novum Eboracum ist Teil des Schriftzugs im Siegel der Stadt, wenn auch der Eber dort nicht als Wappentier fungiert.

## Beispiele

Bure/Jura, CH: Steigend
Ebermannsdorf, DE: In Gold ein schwarzer Eber mit silbernem Hauer
Ebermannstadt, DE: In Gold auf grünem Boden schreitend ein schwarzer Eber
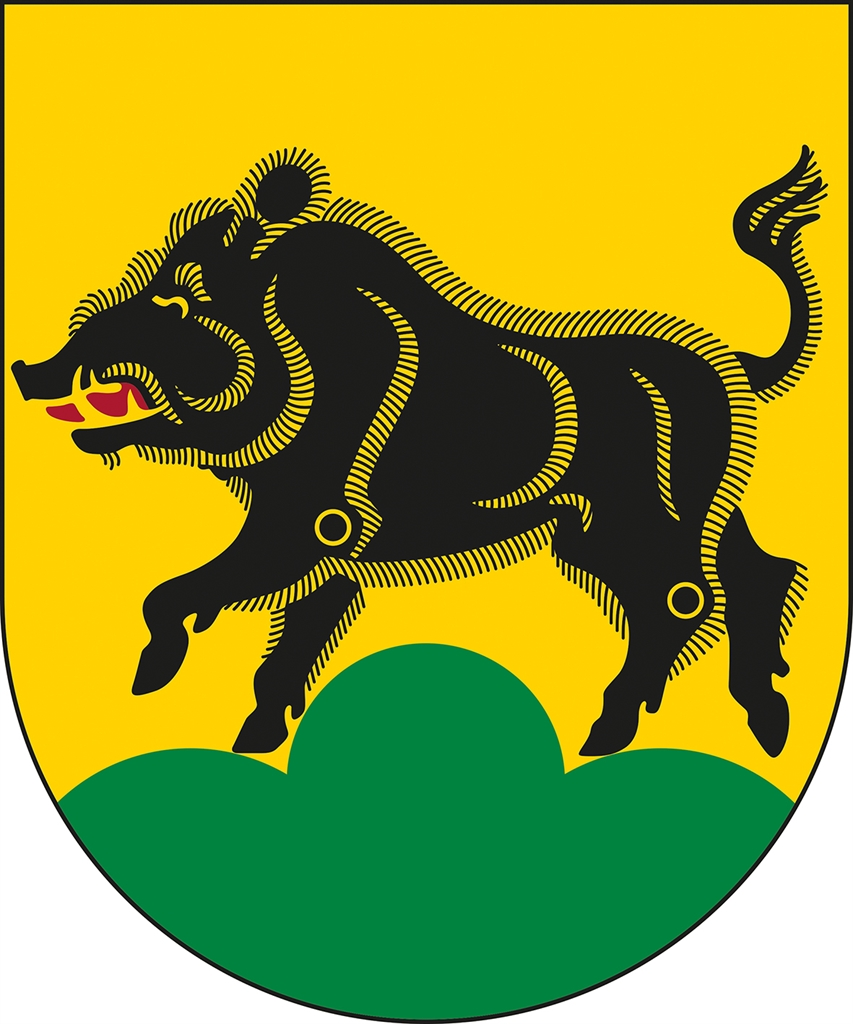
Eberschwang, AT: Schwarzer, rot bezungter, schreitender Eber auf grünem Dreiberg
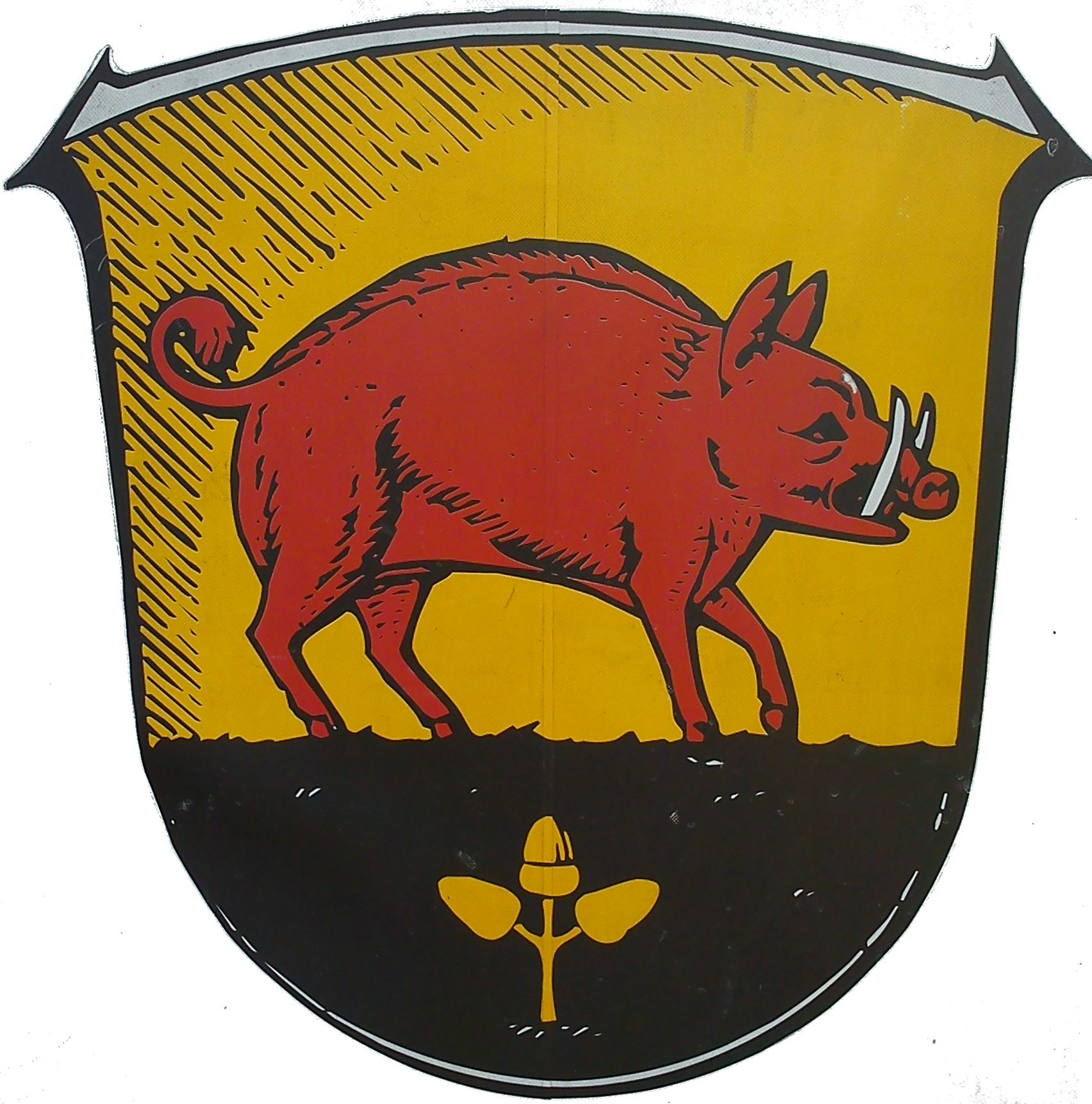
Eberstadt, ein Teil von Darmstadt, DE
Eberstadt/Württemberg, DE: In Schwarz ein wachsender goldener Eber
Lkr. Ebersberg, DE: Goldbewehrter schwarzer Eber
Ebersberg, DE: Aufsteigend ein silberbewaffneter Eber
Eberswalde, DE: Zwei Eber
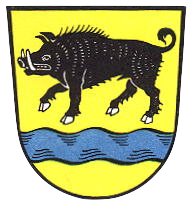
Ewersbach, DE: Eber und Bach liegen phonetisch nahe
Hagelloch, DE: Drei (2:1) Eber hinauflaufend
Berg am Irchel, CH: Steigend
Ménières, CH
Netphen, DE: Springend mit nassauischem Löwen
Parkstein, DE: Springend
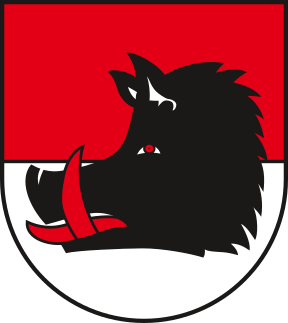
Schweinitz, DE: Keilerkopf
Benevento, IT: Schwarzer Eber mit roter Binde
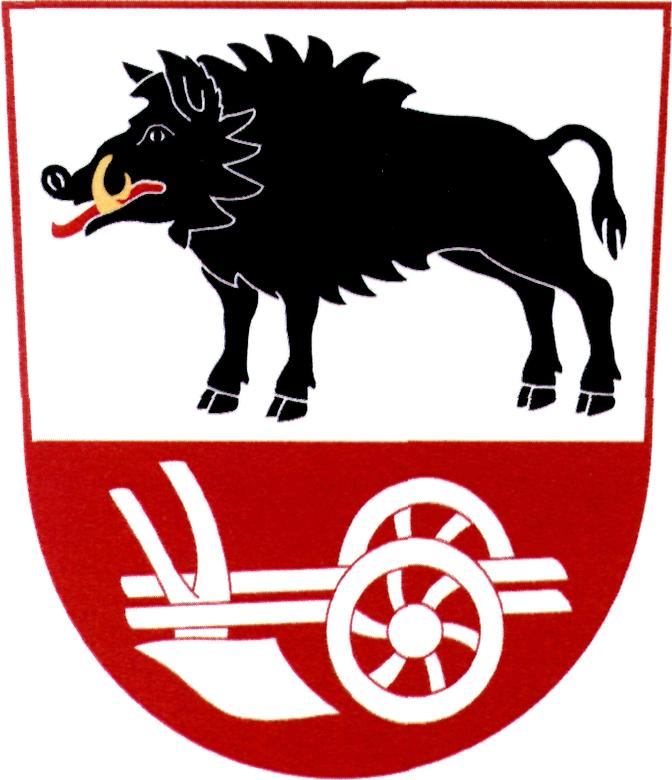
Wepschikau, CZ
Pruntrut, CH: Nach rechts schauend, auf den Hinterläufen aufragend
Vorsfelde, DE: Springend über grünem Boden
Eberbach am Neckar, DE: Naturgetreue Darstellung

Familienwappen
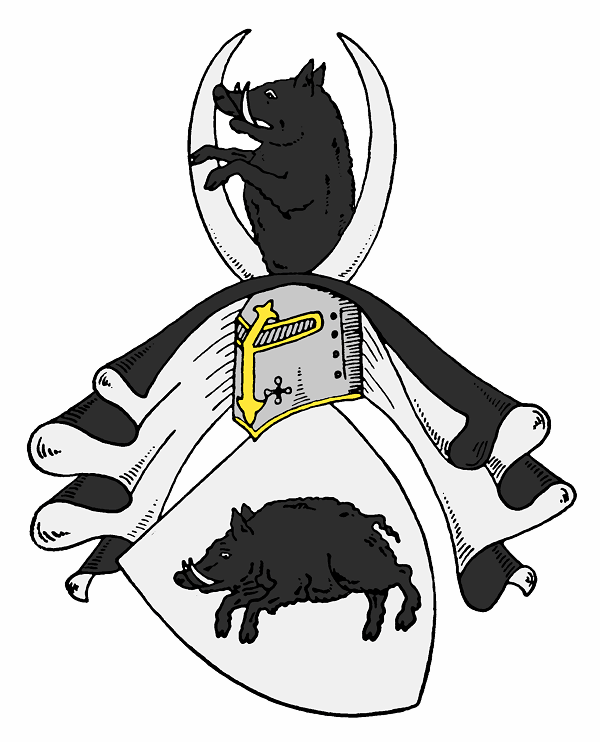
Bassewitz
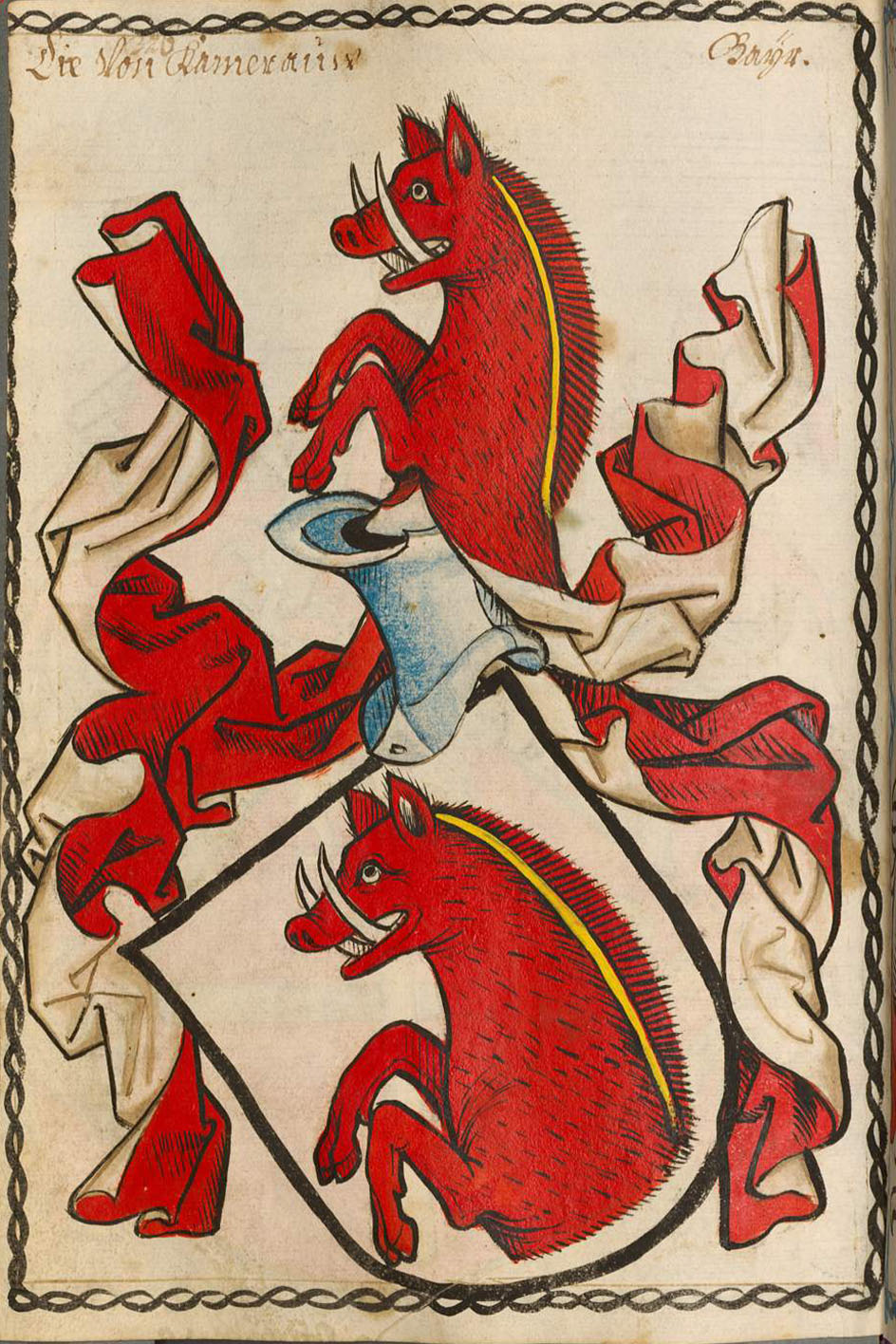
Chamerau
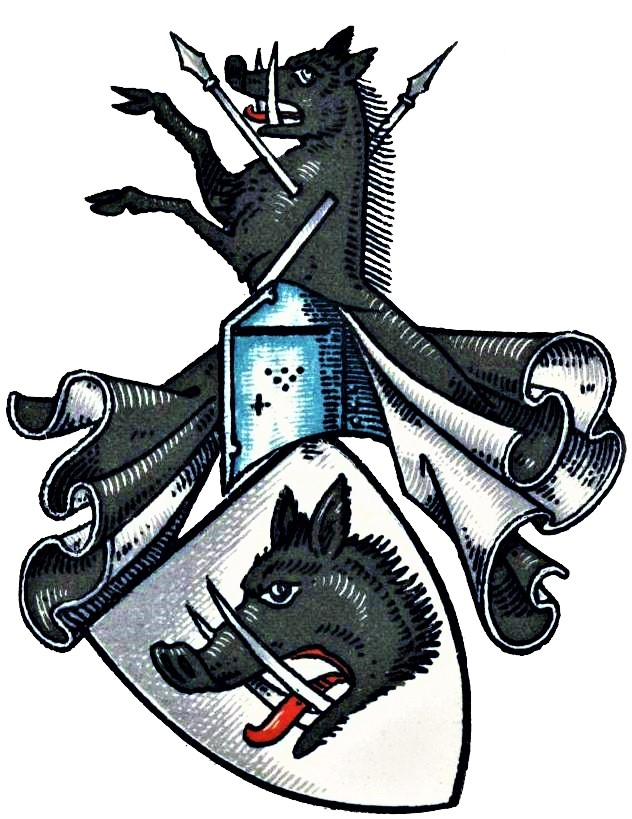
Dönhoff
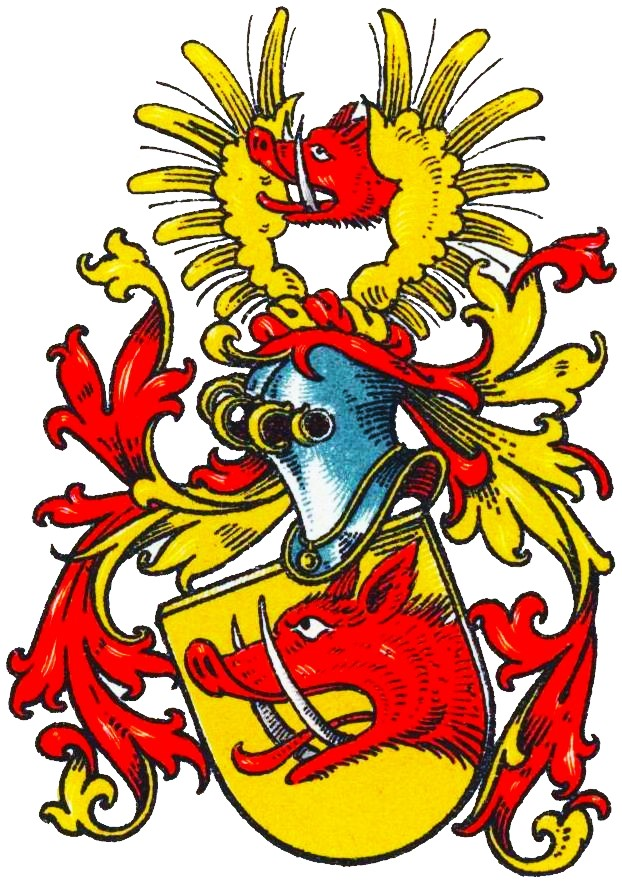
Eberschwein
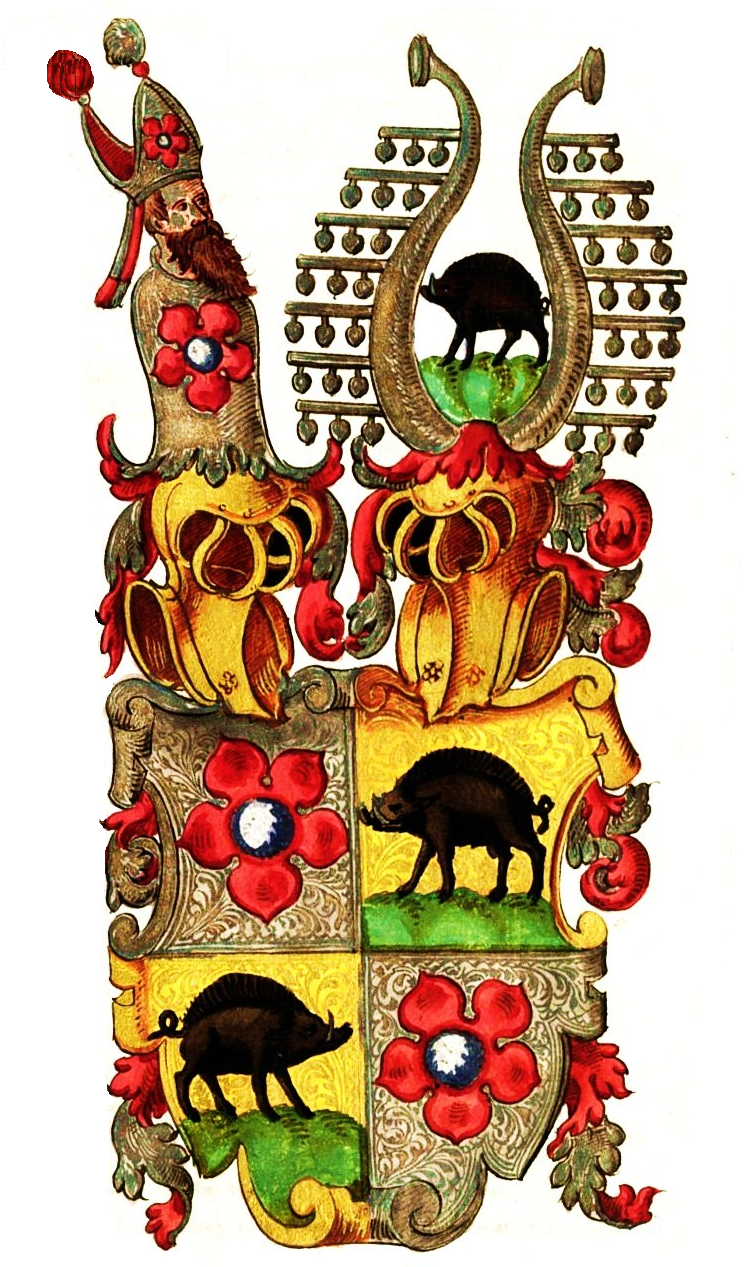
Eberstein
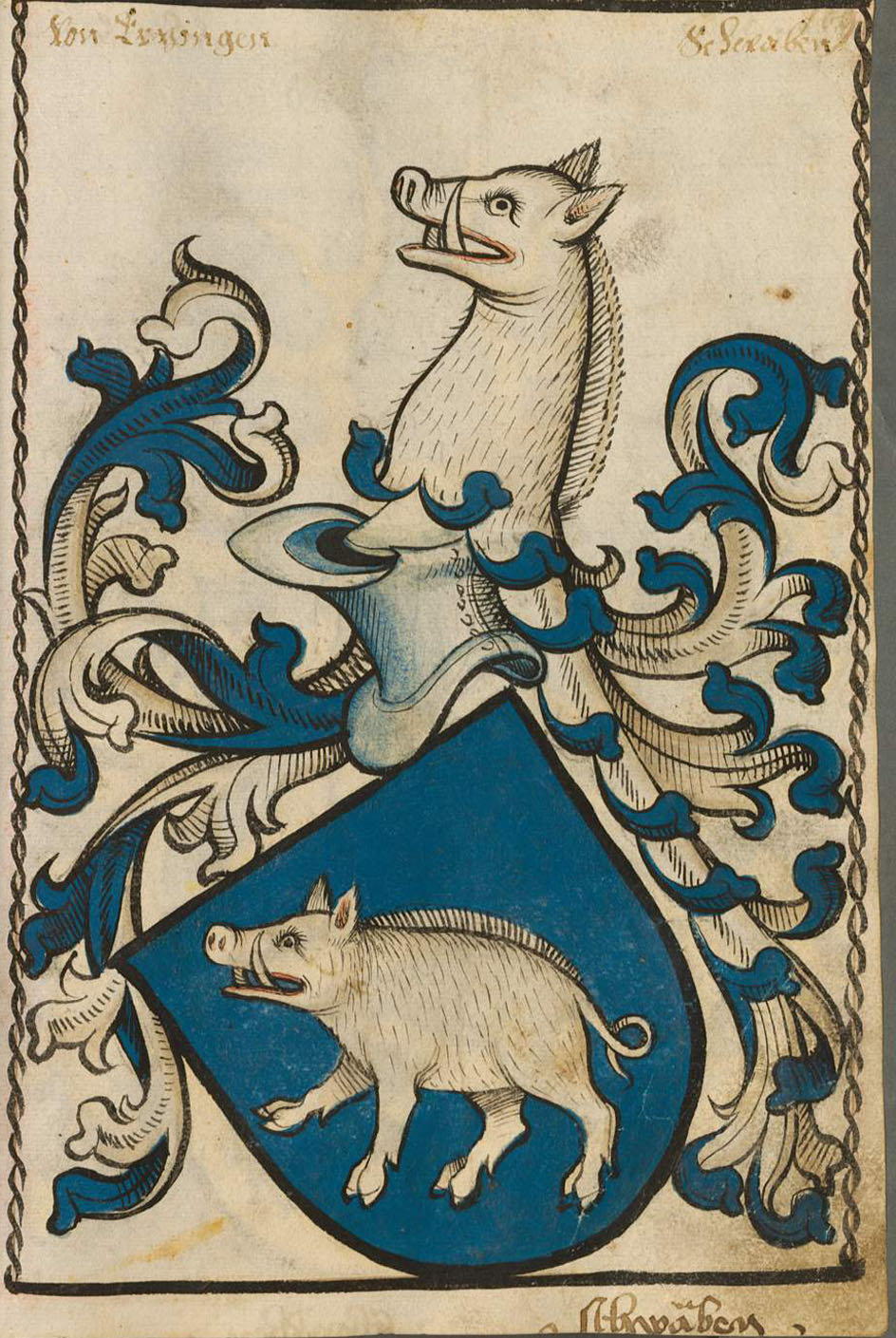
Erzingen
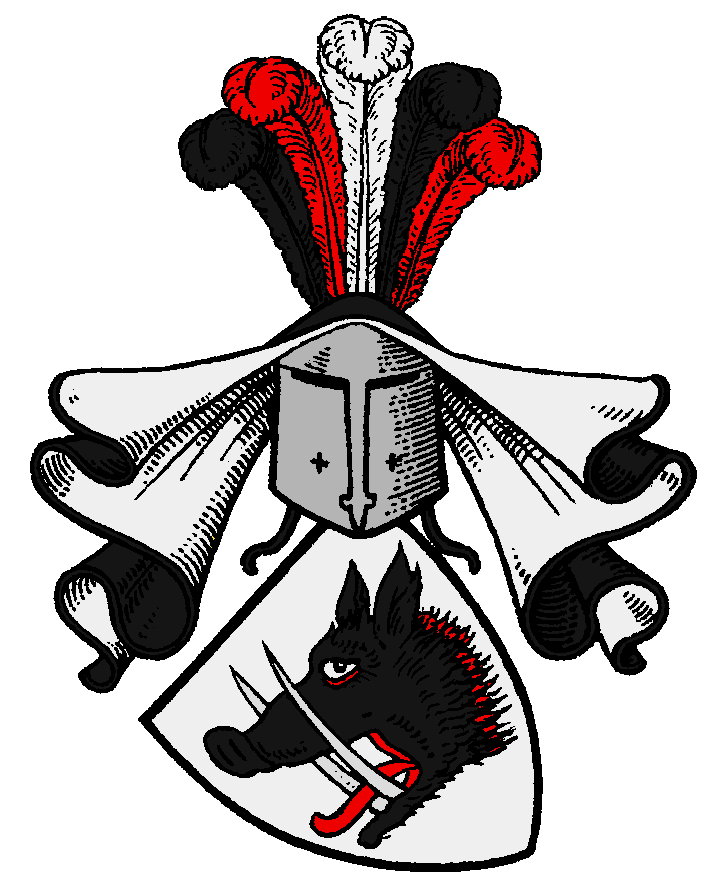
Grambow
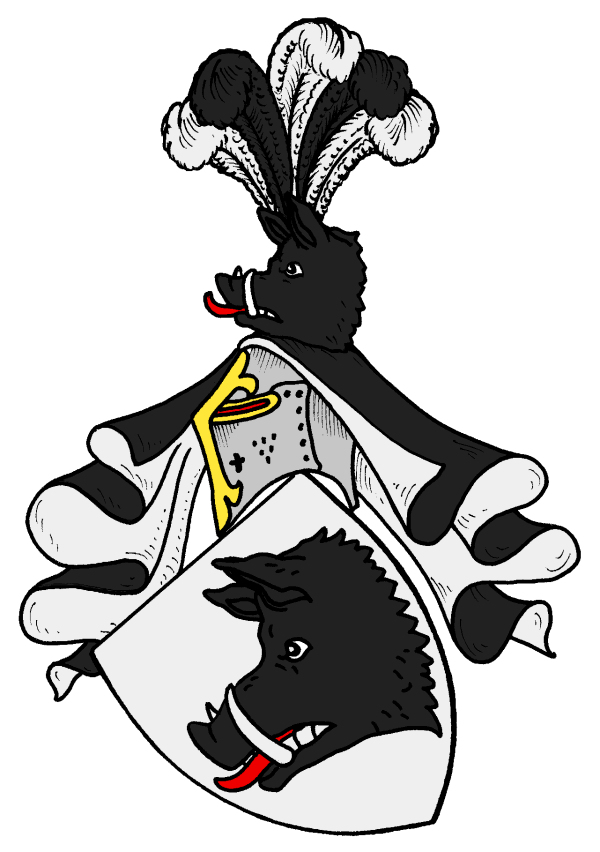
Hardenberg
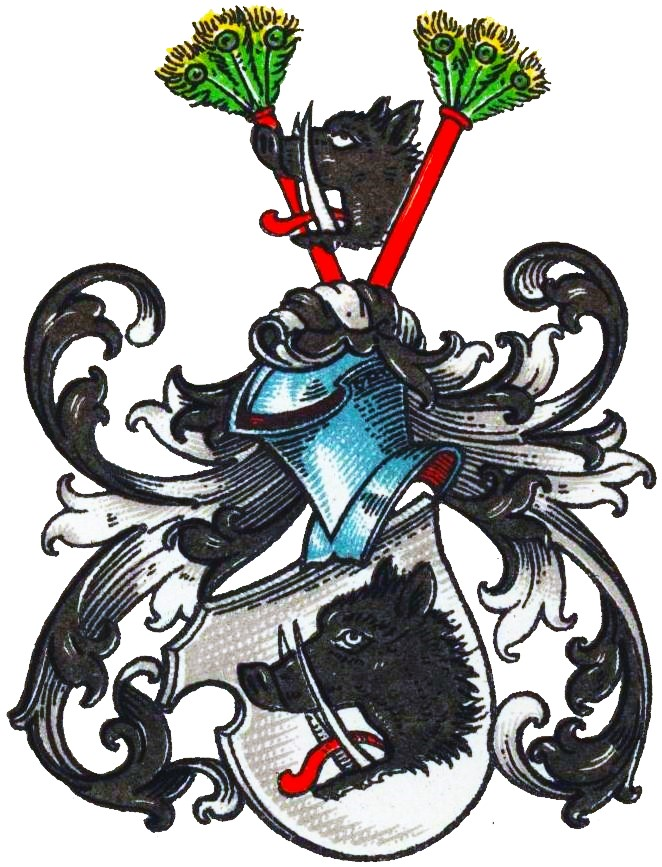
Hohnstedt
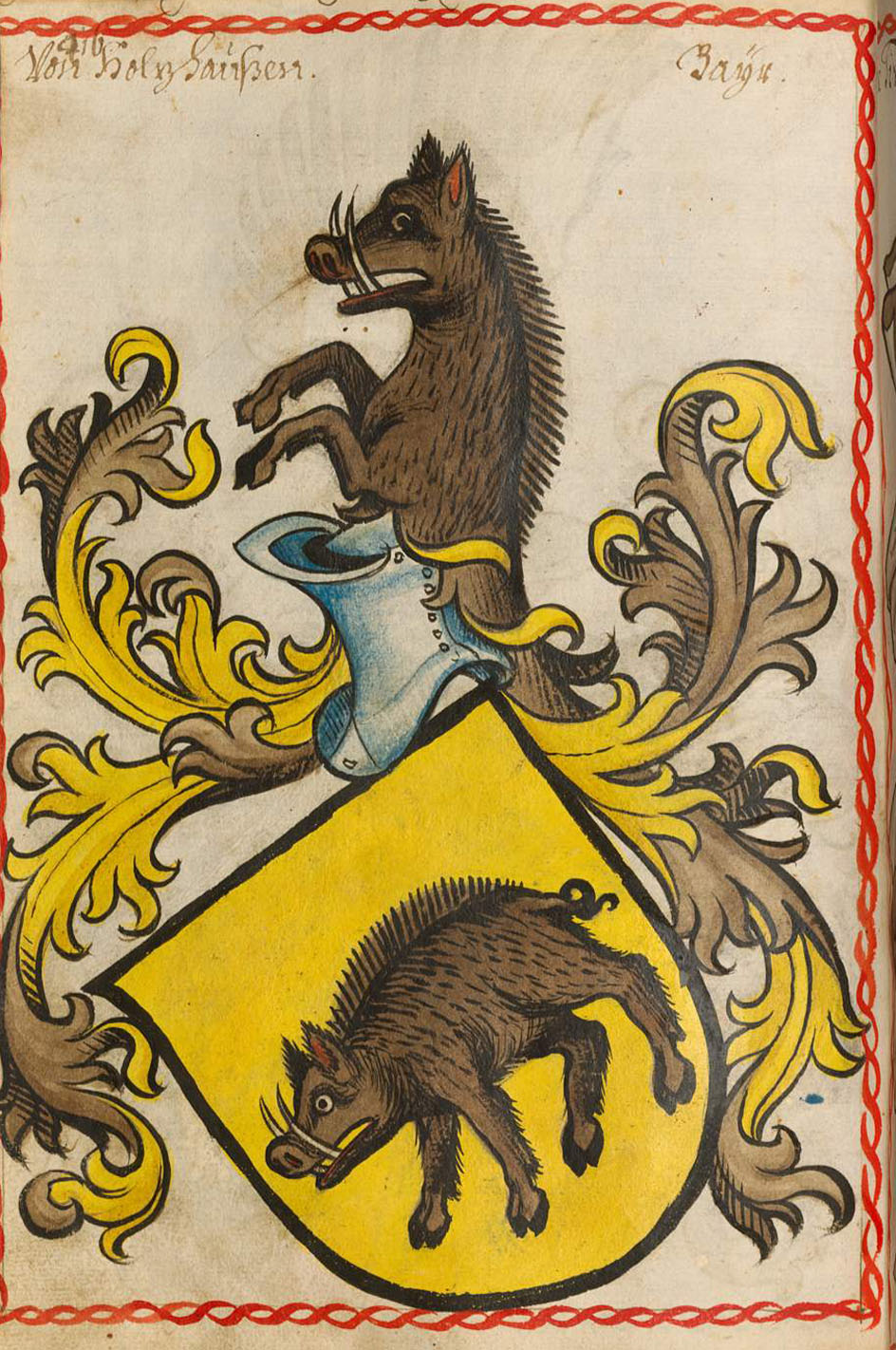
Holzhausen
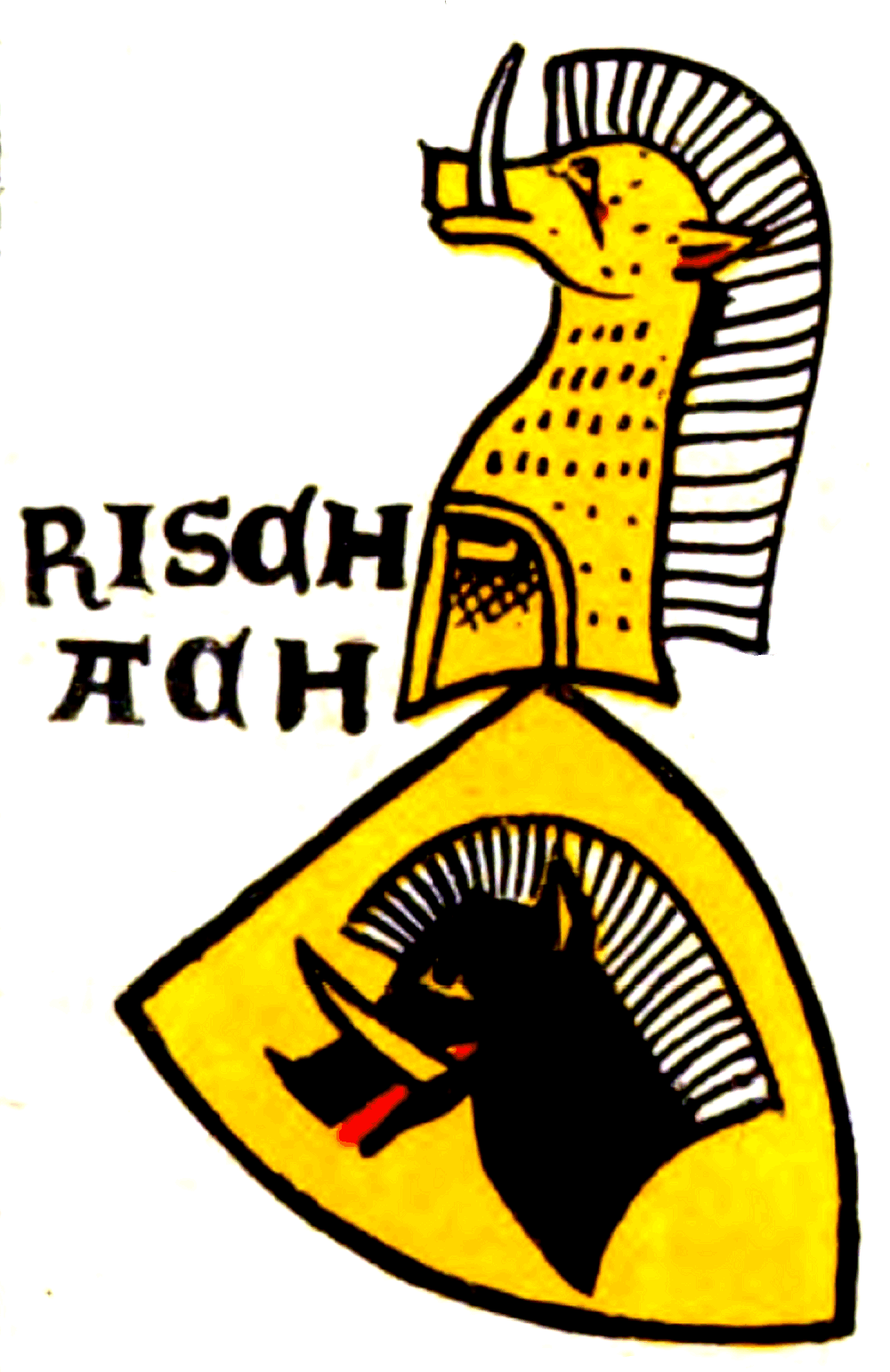
Reischach
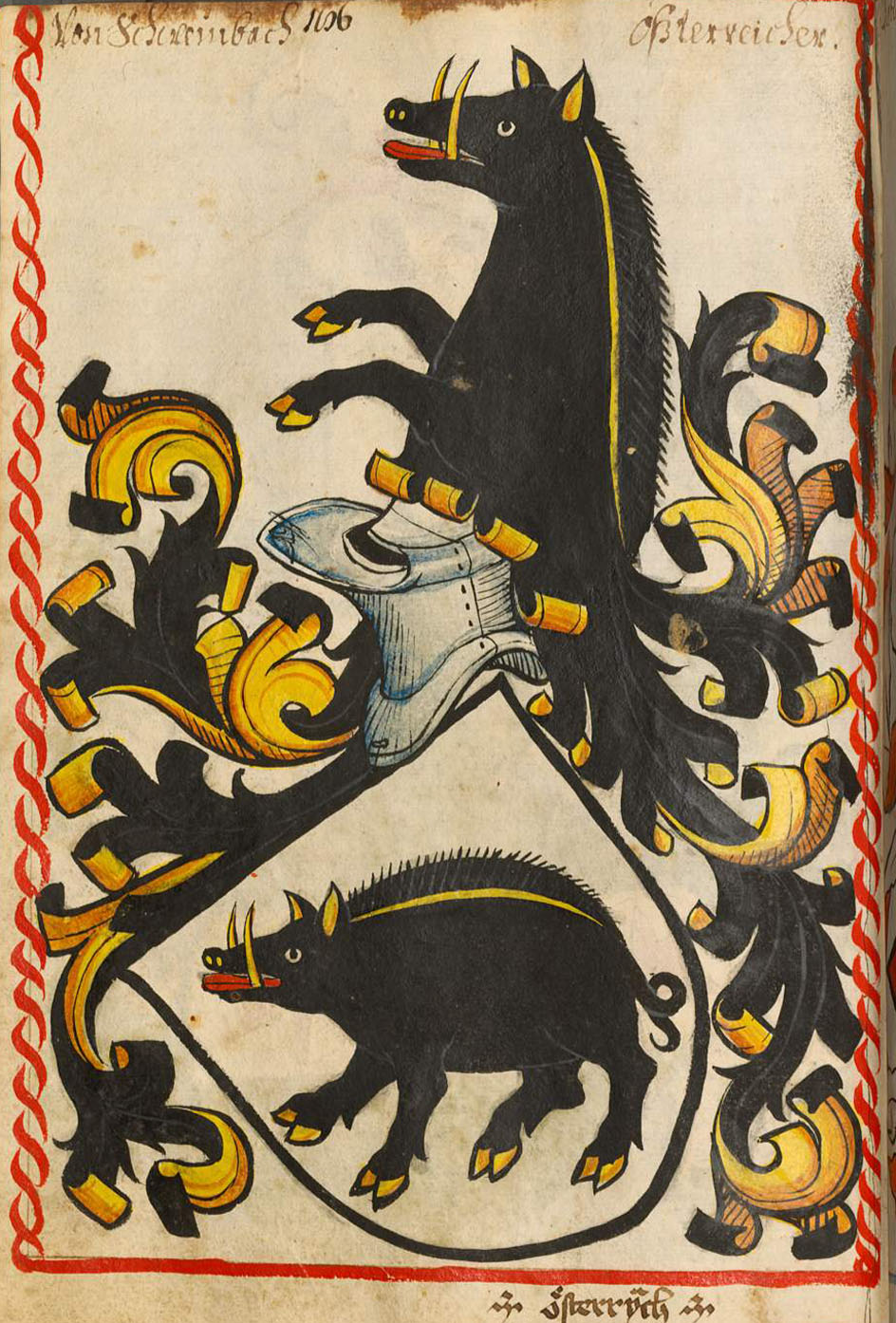
Schweinbach, auch: Schweinpeck
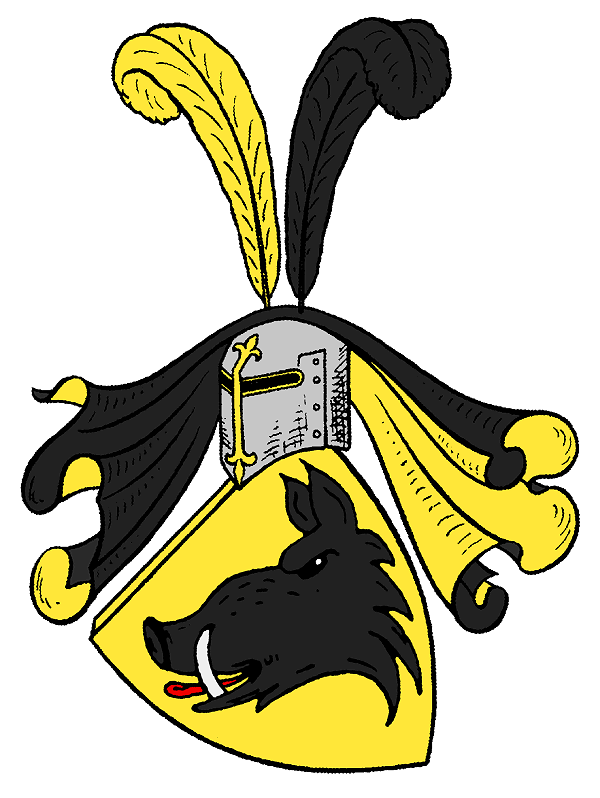
Strachwitz